# Peter Heather
Peter John Heather (né le 8 juin 1960) est un historien britannique de l'Antiquité tardive et du haut Moyen Âge. Heather est directeur du département d'histoire médiévale et professeur d'histoire médiévale au King's College de Londres. Il est spécialisé dans la chute de l'Empire romain d'Occident et les Goths, sur lesquels il est considéré comme une autorité.

## Biographie
Heather est né en Irlande du Nord le 8 juin 1960. Il fait ses études à la Maidstone Grammar School et obtient sa maîtrise et son doctorat au New College d'Oxford. Il a comme professeurs à Oxford John Matthews et James Howard-Johnston. Heather donne ensuite des conférences au Worcester College d'Oxford, à l'Université Yale et à l'University College de Londres. En janvier 2008, Heather est nommé directeur du département d'histoire médiévale et professeur d'histoire médiévale au King's College de Londres.

## Recherche
Heather se spécialise dans l'Antiquité tardive et le haut Moyen Âge, en particulier dans les relations entre l'Empire romain et les peuples « barbares », ainsi que dans l'ethnicité des peuples germaniques. Ses nombreux travaux sur les Goths sont considérés comme les meilleurs disponibles sur le sujet,,,,,.
Dans ses premiers travaux, Heather rejette en grande partie la Getica de Jordanès comme source pertinente sur l'histoire du gothique primitif. Au cours des dernières années, en raison des progrès de l'archéologie, Heather a largement revu cette position et considère désormais que les Getica sont en partie basées sur les traditions gothiques et que les preuves archéologiques confirment une origine gothique sur la Baltique.
Heather n'est pas d'accord avec la théorie mise au point par l'École d'histoire de Vienne, qui soutient que les tribus germaniques sont des coalitions multiethniques en constante évolution, maintenues ensemble par une petite élite guerrière. Au lieu de cela, Heather soutient que ce sont les hommes libres qui constituent l'épine dorsale des tribus germaniques et que l'identité ethnique de tribus telles que les Goths est stable pendant des siècles,,.
Heather a écrit plusieurs ouvrages sur la chute de l'Empire romain d'Occident,,. Contrairement à plusieurs historiens de la fin du XXe siècle, Heather soutient que ce sont les mouvements de « barbares » pendant la période des migrations qui conduisent à l'effondrement de l'Empire romain d'Occident. Il accepte la vision traditionnelle selon laquelle c'est l'arrivée des Huns dans la steppe pontique à la fin du IVe siècle qui déclenche ces migrations. L’approche de Heather diffère de celle de nombre de ses prédécesseurs de la fin du XXe siècle, qui ont eu tendance à minimiser l’importance de la migration dans la chute de l’Empire romain d’Occident. Guy Halsall regroupe Heather, Neil Christie et Edward A. Thompson parmi les soi-disant « Movers », qui attribuent l'effondrement de l'Empire romain d'Occident à la migration externe. Ceux-ci sont en opposition avec les Shakers, dont Patrick Amory et Jean Durliat, qui attribuent l'effondrement à des développements internes à l'empire et soutiennent que les barbares ont été volontairement mais pacifiquement intégrés à l'empire par les Romains. Les Movers and Shakers sont largement divisés, comme l'étaient les germanistes et les romanistes au début du XXe siècle. Selon Heather, l'idée que les barbares envahisseurs aient été pacifiquement absorbés par la civilisation romaine « ressemble plus à un vœu pieux qu'à une réalité probable ».
Avec Bryan Ward-Perkins et d’autres chercheurs affiliés à l’Université d'Oxford, Heather appartient à une nouvelle génération d’historiens qui, à partir du début des années 2000, commencent à remettre en question les théories sur l’Antiquité tardive qui prévalaient depuis les années 1970. Ces théories plus anciennes niaient généralement l’importance de l’identité ethnique, des migrations barbares et du déclin romain dans l’effondrement de l’Empire romain d’Occident. Selon Andrew Gillet, les travaux de Heather sont défendus par les universitaires (en particulier britanniques) comme un « récit nouveau et définitif » sur la chute de Rome.
Peter Heather est critiqué par des membres de la Toronto School of History. Michael Kulikowski, qui est parfois associé à ce groupe, déclare que Heather promeut une « vision néo-romantique des migrations massives de peuples germaniques libres » et souhaite « faire revivre une approche biologique de l'ethnicité »,.
Guy Halsall identifie Peter Heather comme le leader d'une « offensive contre-révisionniste contre des manières de penser plus subtiles » sur la période de migration. Halsall accuse ce groupe, associé à l'Université d'Oxford, de « raisonnement bizarre » et de véhiculer une « histoire profondément irresponsable ».

## Publications
- Peter Heather, The Goths and the Balkans, A.D. 350-500 . Thèse de doctorat de l'Université d'Oxford 1987.
- Peter Heather et John Matthews, The Goths in the Fourth Century. : Presses universitaires de Liverpool, 1991.
- Peter Heather, Goths and Romans 332-489. Paris : Gallimard, 1991.
- Peter Heather, « The Huns and the End of the Roman Empire in Western Europe », English Historical Review cx (1995) : 4-41.
- Peter Heather, The Goths. Paris : Gallimard, 1996.
- Peter Heather, éd. The Visigoths from the Migration Period to the Seventh Century: an ethnographic perspective . Paris : Gallimard, 1999.
- Peter Heather, « The Late Roman Art of Client Management: Imperial Defence in the Fourth Century West », dans The Transformation of Frontiers: From Late Antiquity to the Carolingians,, éd. Walter Pohl, Ian Wood et Helmut Reimitz. Leyde–Boston : Brill, 2001, pp. 15–68.
- Peter Heather, « State, Lordship and Community in the West (c. AD 400-600)», dans The Cambridge Ancient History, Volume xiv, Late Antiquity: Empire and Successors, A.D. 425-600,, éd. Averil Cameron, Bryan Ward-Perkins et Michael Whitby . Paris : Gallimard, 1999, p. 437–468
- Peter Heather, La chute de l'Empire romain : une nouvelle histoire de Rome et des barbares . Paris : Gallimard, 2005.
- Peter Heather, Empires and Barbarians: Migration, Development and the Birth of Europe. Londres : Macmillan, 2009.
- Peter Heather, The Restoration of Rome: Barbarian Popes and Imperial Pretenders. Londres–New York : Oxford University Press, 2014.
- Peter Heather, Rome Resurgent : War and Empire in the Age of Justinian. Presses de l'Université d'Oxford, 2018.
- Peter Heather, Christendom: The Triumph of a Religion, AD 300-1300. Bouton, 2023.
- Peter Heather et John Rapley, Why Empires Fall: Rome, America, and the Future of the West. Presses universitaires de Yale, 2023.